# Квинтола
Ако се једна нотна вредност подели на пет једнаких делова (уместо на четири), добија се квинтола (fr. quintolet, engl. quintuplet).
Квинтола се бележи: 
1. само бројем 5 (изнад или испод нота) или
2. бројем 5 и луком (изнад или испод нота) или
3. бројем 5 и четвртастом положеном заградом (изнад или испод нота).

Квинтола спада у неправилне тонске групе јер настаје поделом нотне вредности на 5 делова.

## Приказ настанка квинтола
| Нотна вредност се | уместо на 4 | дели на 5 делова |
| Цела нота         |             |                  |
| Половина ноте     |             |                  |
| Четвртина ноте    |             |                  |

- Ако нотну вредност поделимо на 3 дела - настаје триола, ако поделимо на 6 - секстола, на 7 - септола итд.[3]